# René Masson
Ne doit pas être confondu avec Pierre-René Masson.
Pour les articles homonymes, voir Masson.
Œuvres principales
Aux gendarmes et aux voleurs
Les Compagnons de miséricorde
René Masson est un écrivain et scénariste français né le 20 janvier 1922 à Albi et mort le 17 novembre 1988 à Nice. 

## Biographie
René Masson obtient le prix Stendhal (avec Jean Dutourd) à 24 ans pour son premier roman Aux gendarmes et aux voleurs. 
Son roman Les Compagnons de miséricorde a été récompensé en 1955 par le Prix Eugène-Dabit du roman populiste et adapté au cinéma sous le titre Pantalaskas, film réalisé par Paul Paviot et sorti en 1960.
René Masson a collaboré notamment au scénario du film Les Diaboliques réalisé par Henri-Georges Clouzot.

## Œuvres
- Aux gendarmes et aux voleurs, Robert Laffont, 1946
- La Voix et la Toison, Fayard, 1948
- L'Orgue à bouteilles, Gallimard, 1950
- Les Gamins du roi de Sicile, Robert Laffont, 1950
- Oranges vertes, Robert Laffont, 1951
- Les Compères de miséricorde, Robert Laffont, 1955 (Prix Eugène-Dabit du roman populiste)
- Les Roses de Gambais, Presses de la Cité, 1962
- Le Soldat inconnu, Presses de la Cité, 1966
- La Bohème, Presses de la Cité, 1967
- Ursule, Presses de la Cité, 1968
- Haute pègre, Presses de la Cité, 1969
- Basse pègre, Presses de la Cité, 1970

## Filmographie (scénariste)
- 1955 : Les Diaboliques de Henri-Georges Clouzot
- 1955 : La Lumière d'en face de Georges Lacombe
- 1958 : Les Jeux dangereux de Pierre Chenal
- 1959 : Oh ! Qué mambo de John Berry
- 1960 : Pantalaskas de Paul Paviot
- 1960 : Les Lionceaux de Jacques Bourdon